# كارلوس البرتو برينيس
كارلوس البرتو برينيس (بالإسبانية: Carlos Alberto Brenes Jarquín)‏ (و. 1884 – 1942 م) هو سياسي من نيكاراغوا .